# Argentinas herrlandslag i rugby union

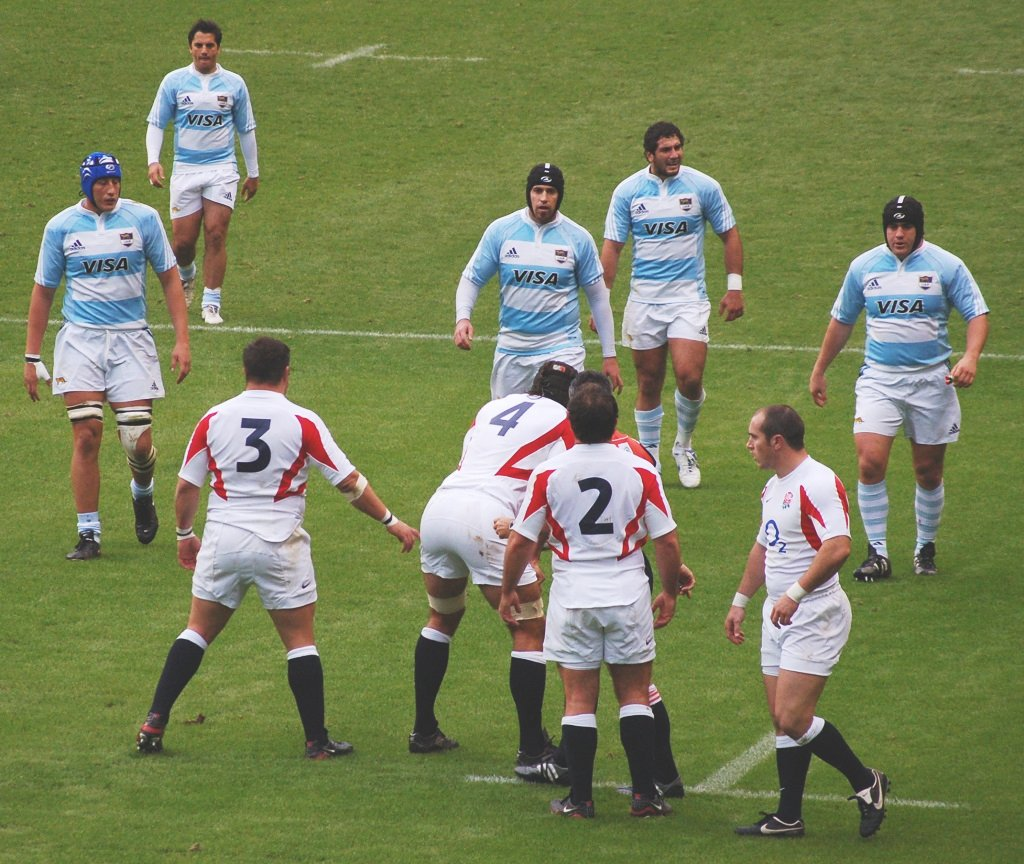
Los Pumas under sin segermatch i november 2006 över England på Twickenham.

Argentinas herrlandslag i rugby union Los Pumas är amerikas främsta rugbylag och har under de senaste åren etablerat sig i den absoluta världstoppen. De är för närvarande rankade 8 i världen. Landslaget tog brons i VM 2007. Los Pumas spelar i likhet med andra argentinska landslag i vita byxor och ljusblå/vitrandiga tröjor.
Argentina spelade sin första landskamp den 12 juni 1910 mot ett besökande lag från de brittiska öarna, och förlorade med 3-28 i Buenos Aires. I dag är laget etablerat i världstoppen och har deltagit i samtliga VM-turneringar sedan den första 1987. Laget är det enda av de topprankade lagen som inte deltar i någon regelbunden turnering som Six Nations i Europa eller Tri Nations på södra halvklotet. Sedan lagets fina prestationer i VM 1999 har dock landet blivit ett alltmer populärt besöksmål för gästande landslag från Europa och södra halvklotet och intresset för rugby har ökat drastiskt i landet.
Säsongen 2007 har varit Argentinas främsta någonsin och landslaget har nått sina två högsta placeringar någonsin på världsrankingen. Efter att ha slagit Frankrike i öppningsmatchen i VM 2007 nådde man för första gången fjärdeplatsen och efter att återigen slagit Frankrike i bronsmatchen nådde man 3:a på rankingen.

## Argentina i VM
Argentina har deltagit i samtliga VM och som bäst nått semifinal och bronsmedalj 2007. Man nådde kvartsfinal 1999. 

### VM 2007

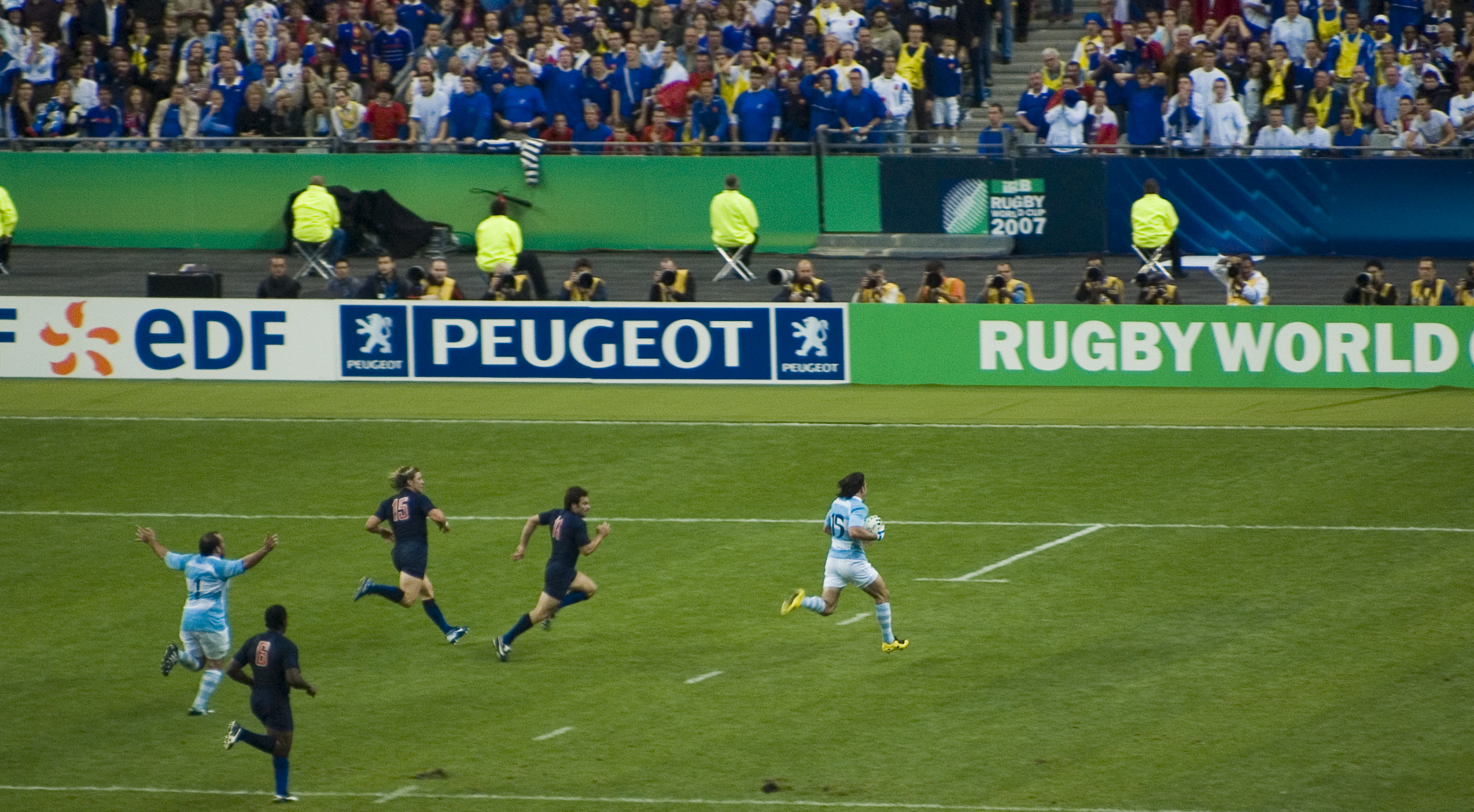
Ignacio Corleto på väg mot ett försök mot Frankrike i öppningsmatchen i VM 2007

Argentina slutade 3:a i 2007 års VM efter att ha gått obesegrat genom turneringen fram till semifinalen mot de blivande världsmästarna Sydafrika.
Los Pumas inledde turneringen med att som första lag någonsin vinna en öppningsmatch mot värdnationen. Argentina slog världsfyrorna och hemmanationen Frankrike med 17-12. I den avslutande gruppspelsmatchen slog man också Irland med 30-15 och gick därmed obesegrade genom gruppspelet och vann den före Frankrike. I kvartsfinalen slog man Skottland och blev därmed klar för sin första semifinal som man dock förlorade mot de blivande mästarna Sydafrika. I bronsmatchen utklassade man hemmanationen Frankrike.

### Fotnoter
1. ↑  ”Rugby International”. http://www.rugbyinternational.net/countries/argentina.htm. Läst 26 augusti 2011.